# 摂津市立鳥飼北小学校
摂津市立鳥飼北小学校（せっつしりつ とりかいきた しょうがっこう）は、大阪府摂津市にある公立小学校。

## 沿革
- 1982年4月　開校
- 1982年6月　校章制定
- 1994年3月　コンピューター室完成
- 1996年8月　焼却炉撤去、ごみ集積所設置

## 通学区域
- 摂津市 新在家1・2丁目、鳥飼八防1丁目、鳥飼本町1-5丁目、鳥飼野々2・3丁目、安威川南町
  - 卒業生は基本的に摂津市立第二中学校に進学する。

## 卒業生
- 木村博史（作家・放送作家）
- 本田圭佑（サッカー選手）